# Assiminea pecos
Assiminea pecos es una especie de molusco gasterópodo de la familia Assimineidae en el orden de los Mesogastropoda.

## Distribución geográfica
Es  endémica de los Estados Unidos.  